# Toros Neftekamsk
Toros Neftekamsk (russisch Торос Нефтекамск, deutsch: Eisberg) ist ein 1988 gegründeter russischer Eishockeyklub aus Neftekamsk. Die Mannschaft spielt in der Wysschaja Hockey-Liga und trägt ihre Heimspiele im Eispalast Neftekamsk aus. Die Vereinsfarben sind blau und weiß. Der Klub gewann dreimal die Wysschaja Hockey-Liga.

## Geschichte
Der Klub wurde 1988 als Torpedo Neftekamsk gegründet und erhielt seinen jetzigen Namen Toros Neftekamsk zwei Jahre später. Der Verein nahm in mehreren Spielzeiten an der zweiten Spielklasse in der Sowjetunion und später Russlands teil. Bis 2010 spielte der Verein in der Wysschaja Liga. Zur Saison 2010/11 wurde die Mannschaft schließlich in deren Nachfolgeliga Wysschaja Hockey-Liga aufgenommen. In der Saison 2011/12 wurde sie dort erstmals Meister. In der Saison 2012/13 konnte der Verein seinen Titel verteidigen. Da das russische Eishockey-Ligensystem jedoch seit 2008 geschlossen ist, durfte Toros Neftekamsk beide Male nicht aufsteigen. In der Saison 2013/14 belegte die Mannschaft in der Hauptrunde den 1. Platz. In den Playoffs schied Neftekamsk im Halbfinale mit 0:4 gegen das kasachische Team HK Saryarka Karaganda aus. Umgekehrt lief es im Folgejahr, als Toros lediglich den achten Platz der Hauptrunde belegte, dann aber durch Siege über Sauralje Kurgan (Achtelfinale), Molot-Prikamje Perm (Viertelfinale) und den HK Saryarka Karaganda (Halbfinale), dem man im Vorjahr noch unterlegen war, das Playoff-Finale erreichte. Dort konnten die Eisberge aus der Teilrepublik Baschkortostan dann mit einer 3:2-Erfolgsserie gegen Ischstal Ischewsk ihren dritten Titel erringen.
Toros Neftekamsk fungiert als Farmteam des KHL-Teilnehmers Salawat Julajew Ufa.

## Bekannte Spieler
- Jack Combs (2014)
- Pawel Doronin (seit 2010)
- Artur Garipow (2007–2008)
- Artjom Gordejew (seit 2010)
- Kirill Knjasew (2006–2007)
- Nikita Schtschitow (2003; 2006–2007)